# Quturğan
Quturğan es una villa y un municipio del raión Qusar en Azerbaiyán. Tiene una población estimada de 757 personas. El municipio está formado por los pueblos de Quturğan, Arcan, Knarçay y Əlix.
La localidad cuenta con una escuela de primaria, denominada Quturğan kənd ibtidai məktəb (en azerí, Escuela de primaria de la villa de Quturğan), siendo su código escolar QUS0463000.